# Season of Memories
Season of Memories — первый сингл южнокорейской гёрл-группы GFriend. Он был выпущен 13 января 2025 года на лейбле Source Music. Альбом является специальным проектом, приуроченным к десятилетию группы, и является их первым релизом после Walpurgis Night в 2020 году.

## Предыстория и релиз
Южнокорейская группа GFriend дебютировала в 2015 году с мини-альбомом Season of Glass. В мае 2021 года Source Music объявили, что группа покинет агентство по завершении своих эксклюзивных контрактов. В 2022 году бывшие участницы группы Ынха, Синби и Омджи воссоединились, чтобы сформировать Viviz под эгидой BPM Entertainment.
24 сентября 2024 года Source Music подтвердили, что участницы GFriend воссоединятся в январе 2025 года для специального проекта, посвященного их десятилетию. В ноябре 2024 года Ilgan Sports сообщил, что в январе 2025 года «специальным проектом» станет альбом, но размер и концепция еще не были определены.
Проект воссоединения GFriend, Season of Memories, был официально объявлен 2 декабря 2024 года как «специальный альбом», который будет выпущен 13 января 2025 года, а 6 января ему будет предшествовать предрелизный сингл. В то же время было объявлено, что группа проведет два концерта в Olympic Hall, Сеул, 18 и 19 января.
Говоря о возвращении, участница и лидер группы GFriend, Совон, заявила: «Несмотря ни на что, мы никогда не воссоединялись и не распадались. Я так счастлива вернуться на сцену, потому что я ждала четыре года»

## Продвижение
Season of Memories будет продвигаться группой с концертным туром по Азии, который начнется 17 января 2025 года в Сеуле. Первоначально анонсированный вместе с альбомом как два отдельных концерта в Олимпийском зале Сеула[англ.]],третье шоу было добавлено после того, как билеты были быстро распроданы 9 декабря. 18 декабря серия концертов была еще больше расширена, было объявлено о туре по Азии, в марте с посещением городов Японии, Тайваня и Гонконга. Объявление включало в себя тизер-постер для концертов, на котором изображены участницы группы, бегущие по снежному полю.
Группа также выступила на 39-й церемонии вручения наград Golden Disc Awards 5 января в Фукуоке, Япония.

## Список композиций
| №                   | Название                                       | Автор(ы) | Продюсер(-ы)         | Длительность |
| ------------------- | ---------------------------------------------- | --- | -------------------- | ------------ |
| 1.                  | «Season of Memories» (우리의 다정한 계절 속에) | Noh Joo-hwan Shintaro Yasuda Lee Won-jong Takayuki "Kojiro" Sasaki                                                            | Noh Lee Yasuda       | 3:06         |
| 2.                  | «Always»                                       | Lauren Mandel Rollo Lenno Linjama Lee Won-jong Leevi Haapanen Yuju Umji Danke Jeong Chilli (PNP) Kim Soo-ji Baek Sae-im (PNP) | Linjama Lee Haapanen | 3:01         |
| Общая длительность: | Общая длительность:                            | Общая длительность: | Общая длительность:  | 6:07         |

Примечания
- Корейское название "Season of Memories", "우리의 다정한 계절 속에" ("Uriui Dajeonghan Gyejeol Soge"), означает "В наш нежный сезон".

### Комментарии
1. ↑  Продаваемый как "специальный альбом"